# Списак избора у Србији

## Списак одржаних избора[а]и референдума[1][2][3]
| Година                                                                                | Избори - референдум | За ниво                      |
| ------------------------------------------------------------------------------------- | --- | ---------------------------- |
| 17.12.2023.                                                                           | Избори за народне посланике Србије | републички                   |
| 3.4.2022.                                                                             | Избори за председника Републике Србије | републички                   |
| 3.4.2022.                                                                             | Избори за народне посланике Србије | републички                   |
| 3.4.2022.                                                                             | Локални избори за одборнике скупштина општина и градова                                                                                                  | општински                    |
| 21.6.2020.                                                                            | Избори за народне посланике Србије | републички                   |
| 21.6.2020.                                                                            | Локални избори за одборнике скупштина општина и градова                                                                                                  | општински                    |
| 2.4.2017.                                                                             | Избори за председника Републике Србије | републички                   |
| 24.4.2016.                                                                            | Избори за народне посланике Народне скупштине Републике Србије                                                                                           | републички                   |
| 24.4.2016.                                                                            | Локални избори за одборнике скупштина општина и градова                                                                                                  | општински                    |
| 16.3.2014.                                                                            | Избори за народне посланике Народне скупштине Републике Србије                                                                                           | републички                   |
| 6.5.2012.                                                                             | Избори за народне посланике Народне скупштине Републике Србије                                                                                           | републички                   |
| 6.5.2012.                                                                             | Локални избори за одборнике скупштина општина и градова                                                                                                  | општински                    |
| 6.5.2012.                                                                             | Избори за председника Републике Србије – I круг | републички                   |
| 20.5.2012.                                                                            | Избори за председника Републике Србије – II круг | републички                   |
| 11.5.2008.                                                                            | Избори за народне посланике Народне скупштине Републике Србије                                                                                           | републички                   |
| 11.5.2008.                                                                            | Локални избори за одборнике скупштина општина и градова                                                                                                  | општински                    |
| 20. 1. 2008.                                                                          | Избори за председника Републике Србије – I круг | републички                   |
| - 3.2.2008.                                                                           | Поновљено гласање – II круг | републички                   |
| 21.1.2007.                                                                            | Избори за народне посланике Народне скупштине Републике Србије                                                                                           | републички                   |
| 28-29.10.2006.                                                                        | Референдум за Устав Србије | републички                   |
| 19.9.2004.                                                                            | Локални избори за председнике општина и градова (градоначелнике)                                                                                         | општински                    |
| 19.9.2004.                                                                            | Локални избори за одборнике скупштина општина и градова                                                                                                  | општински                    |
| 13. 6. 2004.                                                                          | Избори за председника Републике Србије – I круг | републички                   |
| - 27.6.2004.                                                                          | Поновљено гласање – II круг | републички                   |
| 28.12.2003.                                                                           | Избори за народне посланике Народне скупштине Републике Србије                                                                                           | републички                   |
| 16.11.2003.                                                                           | Избори за председника Републике Србије – неуспели избори                                                                                                 | републички                   |
| 8.12.2002.                                                                            | Избори за председника Републике Србије – неуспели избори                                                                                                 | републички                   |
| 29.9.2002.                                                                            | Избори за председника Републике Србије – I круг | републички                   |
| - 13.10.2002.                                                                         | Поновљено гласање – II круг – неуспели избори | републички                   |
| 23.12.2000.                                                                           | Избори за народне посланике Народне скупштине Републике Србије                                                                                           | републички                   |
| 24.9.2000.                                                                            | Избори за Веће грађана Савезне скупштине СР Југославије                                                                                                  | савезни                      |
| 24.9.2000.                                                                            | Избори за Веће република Савезне скупштине СР Југославије                                                                                                | савезни                      |
| 24.9.2000.                                                                            | Избори за председника СР Југославије | савезни                      |
| 24.9.2000.                                                                            | Локални избори за одборнике општина и градова | општински                    |
| 23.4.1998.                                                                            | Референдум о учешћу страних представника у решавању проблема на Косову и Метохији                                                                        | републички                   |
| 7.12.1997.                                                                            | Избори за председника Републике Србије – I круг | републички                   |
| - 21.12.1997.                                                                         | Поновљено гласање – II круг | републички                   |
| 21.9.1997.                                                                            | Избори за председника Републике Србије – I круг | републички                   |
| - 5.10.1997.                                                                          | Поновљено гласање – II круг – неуспели избори | републички                   |
| 21.9.1997.                                                                            | Избори за народне посланике Народне скупштине Републике Србије                                                                                           | републички                   |
| 3.11.1996.                                                                            | Локални избори за одборнике општина и градова | општински                    |
| 3.11.1996.                                                                            | Избори за посланике Већа грађана Савезне скупштине СР Југославије                                                                                        | савезни                      |
| 19.12.1993                                                                            | Избори за народне посланике Народне скупштине Републике Србије.                                                                                          | републички                   |
| 20.12.1992.                                                                           | Локални избори за одборнике општина и градова | општински                    |
| 20.12.1992                                                                            | Избори за посланике Већа грађана Савезне скупштине СР Југославије.                                                                                       | савезни                      |
| 20.12.1992.                                                                           | Избори за народне посланике Народне скупштине Републике Србије                                                                                           | републички                   |
| 20.12.1992.                                                                           | Избори за председника Републике Србије | републички                   |
| 11.10.1992.                                                                           | Референдум ради потврђивања Амандмана I на Устав Републике Србије                                                                                        | републички                   |
| 31.5.1992.                                                                            | Локални избори за одборнике општина и градова | општински                    |
| 31.5.1992.                                                                            | Референдум ради потврђивања Амандмана I на Устав Републике Србије                                                                                        | републички                   |
| 31.5.1992.                                                                            | Референдум ради претходног изјашњавања грађана о симболима Републике Србије: - о грбу - о химни                                                          | републички                   |
| 31.5.1992.                                                                            | Избори за посланике Већа грађана Савезне скупштине СР Југославије                                                                                        | савезни                      |
| 9.12.1990.                                                                            | Избори за председника Републике Србије | републички                   |
| 9.12.1990.                                                                            | Избори за народне посланике Народне скупштине Републике Србије                                                                                           | републички                   |
| 12.11.1989.                                                                           | Избори за председника Председништва СР Србије | републички                   |
| 1989.                                                                                 | Избори делегација и делегатских скупштина | савезни републички општински |
| 1986.                                                                                 | Избори делегација и делегатских скупштина | савезни републички општински |
| 1982.                                                                                 | Избори делегација и делегатских скупштина | савезни републички општински |
| 1978.                                                                                 | Избори делегација и делегатских скупштина | савезни републички општински |
| 1974.                                                                                 | Избори делегација и делегатских скупштина | савезни републички општински |
| 13. и 23.04.1969.                                                                     | За посланике Савезне скупштине СФРЈ и Републичко веће скупштине СР Србије и за одборнике скупштина општина (за по једну половину састава свих скупштина) | савезни републички локални   |
| 9, 21, 22. и 23.04.1967.                                                              | За посланике Савезне скупштине СФРЈ и Републичко веће скупштине СР Србије и за одборнике скупштина општина (за по једну половину састава свих скупштина) | савезни републички локални   |
| 19, 20, 21.03. и 18.04.1965.                                                          | За посланике Савезне скупштине СФРЈ и Републичко веће скупштине СР Србије и за одборнике скупштина општина (за по једну половину састава свих скупштина) | савезни републички локални   |
| 16.06.1963.                                                                           | За посланике Савезне скупштине СФРЈ и Републичко веће скупштине СР Србије и за одборнике скупштина општина                                               | савезни републички локални   |
| 23. и 26.03.1958.                                                                     | Избори за Савезну народну скупштину ФНРЈ | савезни                      |
| 1957.                                                                                 | За посланике Народне скупштине НР Србије и одборнике скупштина општина и срезова                                                                         | републички локални           |
| 22.11. и 24.12.1953.                                                                  | За посланике Народне скупштине ФНРЈ, Народне скупштине НР Србије и за одборнике народних одбора општина и срезова                                        | савезни републички локални   |
| 18.03.1951.                                                                           | За посланике Народне скупштине НР Србије | републички                   |
| 6.03, 26.11. и 3.12.1950.                                                             | За посланике Скупштине ФНРЈ и одборнике народних одбора рејона општина и срезова                                                                         | савезни локални              |
| 11.12.1949.                                                                           | За одборнике народних области | локални                      |
| 26.10. и 2.11. 1947.                                                                  | За одборнике народних одбора општина, градова, срезова и рејона                                                                                          | локални                      |
| 10.11. 1946.                                                                          | За народне посланике Уставотворне скупштине Народне Републике Србије                                                                                     | републички                   |
| 11.11.1945.                                                                           | За народне посланике Уставотворне скупштине Федеративне Народне Републике Југославије                                                                    | савезни                      |
| Избори за народне посланике Народне скупштине и избори за Сенат Краљевине Југославије | |                              |
| 12.11.1939.                                                                           | За сенаторе Сената Краљевине Југославије | Југославија                  |
| 11.12.1938.                                                                           | За народне посланике Народне скупштине Краљевине Југославије                                                                                             | Југославија                  |
| 5.05.1935.                                                                            | За народне посланике Народне скупштине Краљевине Југославије                                                                                             | Југославија                  |
| 3.02.1935.                                                                            | За сенаторе Сената Краљевине Југославије | Југославија                  |
| 3.01.1932.                                                                            | За сенаторе Сената Краљевине Југославије | Југославија                  |
| 8.11.1931.                                                                            | За народне посланике за Прву Народну скупштину Краљевине Југославије                                                                                     | Југославија                  |
| Избори за народне посланике Народне скупштине Краљевине Срба, Хрвата и Словенаца      | |                              |
| 11.09.1927.                                                                           | За народне посланике Народне скупштине Краљевине Срба, Хрвата и Словенаца                                                                                | Краљевина СХС                |
| 8.02.1925.                                                                            | За народне посланике Народне скупштине Краљевине Срба, Хрвата и Словенаца                                                                                | Краљевина СХС                |
| 18.03.1923.                                                                           | За народне посланике Народне скупштине Краљевине Срба, Хрвата и Словенаца                                                                                | Краљевина СХС                |
| 28.11.1920.                                                                           | За народне посланике Уставотворне скупштине Краљевине Срба, Хрвата и Словенаца                                                                           | Краљевина СХС                |
| Избори за народне посланике Народне скупштине Краљевине Србије (после 1903)           | |                              |
| 1912.                                                                                 | За народне посланике Народне скупштине Краљевине Србије                                                                                                  | Србија                       |
| 18.05.1908.                                                                           | За народне посланике Народне скупштине Краљевине Србије                                                                                                  | Србија                       |
| 11.06.1906.                                                                           | За народне посланике Народне скупштине Краљевине Србије                                                                                                  | Србија                       |
| 10.07.1905.                                                                           | За народне посланике Народне скупштине Краљевине Србије                                                                                                  | Србија                       |
| 8.09.1903.                                                                            | За народне посланике Народне скупштине Краљевине Србије                                                                                                  | Србија                       |
| Избори за Народно представништво Краљевине Србије (1901−1903)                         | |                              |
| 19.05.1903.                                                                           | За народне посланике Народне скупштине Краљевине Србије                                                                                                  | Србија                       |
| 5.08.1901.                                                                            | За сенаторе Сената Краљевине Србије | Србија                       |
| 2.05.1901.                                                                            | За народне посланике Народне скупштине Краљевине Србије                                                                                                  | Србија                       |
| Избори за народне посланике Народне скупштине Краљевине Србије (пре 1903)             | |                              |
| 23.05.1898.                                                                           | За народне посланике Народне скупштине Краљевине Србије                                                                                                  | Србија                       |

### Покрајински избори у АП Војводини
- Избори 2016
- Допунски избори 2013
- Избори 2012
- Допунски избори 2010
- Избори 2008
- Избори 2004
- Избори за посланике у Скупштину Аутономне Покрајине Војводине одржаних 24. септембра и 8. октобра 2000. године
- Избори за посланике у Скупштину Аутономне Покрајине Војводине одржаних 3. и 17. новембра 1996. године
- Избори за посланике у Скупштину Аутономне Покрајине Војводине на превременим изборима одржаним 20. децембра 1992. године
- Избори за посланике у Скупштину Аутономне Покрајине Војводине 31. маја и 14. јуна 1992. године[4]